# Stazione di Fujimi
La stazione di Fujimi (富士見駅?, Fujimi-eki) è una stazione ferroviaria della cittadina di Fujimi, nella prefettura di Nagano, e serve la linea linea principale Chūō della JR East. La stazione si trova a 955 metri sul livello del mare.

## Linee
East Japan Railway Company
■ Linea principale Chūō

## Struttura
La stazione è dotata di un marciapiede a isola e uno laterale, con tre binari passanti in superficie. Il fabbricato viaggiatori dispone di biglietteria presenziata e sala d'attesa.
| 1-2 | ■ Linea principale Chūō | per Kami-Suwa, Shiojiri e Matsumoto |
| 2-3 | ■ Linea principale Chūō | per Kōfu, Shinjuku e Tokyo          |

## Stazioni adiacenti
| «                     | Servizio              | »                     |
| Linea principale Chūō | Linea principale Chūō | Linea principale Chūō |
| --------------------- | --------------------- | --------------------- |
| Shinano-Sakai         | -                     | Suzurannosato         |